# Nemopsis dofleini
Nemopsis dofleini is een hydroïdpoliep uit de familie Bougainvilliidae. De poliep komt uit het geslacht Nemopsis. Nemopsis dofleini werd in 1909 voor het eerst wetenschappelijk beschreven door Maas. 